# Прилук (Виноградовский район)
Прилу́к — сельский населённый пункт в Виноградовском районе Архангельской области России.

## География
Прилук входит в состав Осиновского сельского поселения. Фактически состоит из двух деревень: Матвеевская (Смоленец) и Андреевская.
Прилук находится на правом берегу Северной Двины, напротив — остров Лотовочный Песок. До Архангельска по реке — 321 км и 15 километров до Березника. Ниже Прилука по течению Северной Двины располагается село Осиново и деревня Шиленьга, а выше — деревни Ростовское и Корбала. На левом берегу Северной Двины находится деревня Наволок Шидровского сельского поселения.
Через Прилук проходит автодорога Усть-Ваеньга — Осиново — Шиленьга — Прилук — Корбала — Ростовское — Конецгорье — Рочегда — Кургомень — Топса — Сергеевская — Сельменьга — Борок — Фалюки.

## История
После упразднения Шилингско-Прилуцкой волости в 1924 году, Прилук вошёл в состав Усть-Важской волости.

## Демография
Численность населения деревни, по данным Всероссийской переписи населения 2010 года, составляет 17 человек. В 2009 году в деревне числилось 34 человека, в том числе 18 пенсионеров.

## Топографические карты
- Топографическая карта P-37. (Лист Березник)
- Топографическая карта P-38-39,40. (Лист Рочегда)
- Шиленьга и Прилук на Wikimapia
- Прилук. Публичная кадастровая карта